# تک‌زهدان‌ها
تک‌زهدان‌ها (نام علمی: Monodelphis) سرده‌ای از صاریغ‌های به نسبت ریزجثه ساکن آمریکای جنوبی است که اغلب با نام صاریغ‌های دم‌کوتاه خوانده می‌شوند. اعضای این سرده عبارتند از:
- سردهٔ تک‌زهدان‌ها
  - صاریغ دم‌کوتاه سپیا (Monodelphis adusta)
  - صاریغ سه‌خط شمالی (Monodelphis americana)
  - (Monodelphis arlindoi)[۱]
  - صاریغ پهلو-قرمز شمالی (Monodelphis brevicaudata)
  - صاریغ پهلو-زرد (Monodelphis dimidiata)
  - صاریغ دم‌کوتاه خاکستری (Monodelphis domestica)
  - صاریغ دم‌کوتاه امیلی (Monodelphis emiliae)
  - صاریغ پهلو-قرمز آمازون (Monodelphis glirina)
  - صاریغ دم‌کوتاه هندلی (Monodelphis handleyi)[۲]
  - صاریغ سه‌خط ایهرینگ (Monodelphis iheringi)
  - صاریغ دم‌کوتاه کوتوله (Monodelphis kunsi)
  - صاریغ دم‌کوتاه ماراحو (Monodelphis maraxina)
  - صاریغ دم‌کوتاه آزگود (Monodelphis osgoodi)
  - صاریغ پهلو-قرمز کلاه‌دار (Monodelphis palliolata)
  - صاریغ ریج (Monodelphis reigi)
  - صاریغ رونالد (Monodelphis ronaldi)
  - صاریغ راه‌راه بلوطی (Monodelphis rubida)
  - (Monodelphis sanctaerosae)[۳]
  - صاریغ دم‌کوتاه بینی‌دراز (Monodelphis scalops)
  - صاریغ پهلو-قرمز جنوبی (Monodelphis sorex)
  - صاریغ سه‌خط جنوبی (Monodelphis theresa)
  - (Monodelphis touan)[۱]
  - صاریغ سه‌خط قرمز (Monodelphis umbristriata)
  - صاریغ تک‌خط (Monodelphis unistriata)